# Bataille sur Le Bricks 2024
Navigation
Édition précédente Édition suivante
La 2e édition du Bataille sur Le Bricks 2024 (officiellement appelé le 2024 TireRack.com Battle on the Bricks) est une course de voitures de sport organisée sur le circuit de l'Indianapolis Motor Speedway en Indiana, aux États-Unis, qui s'est déroulée le 22 septembre 2024. Il s'agit de la dixième manche du championnat WeatherTech SportsCar Championship 2024 et toutes les catégories de voitures du championnat ont participé à la course.

## Engagés
| No.                   | Pays              | Écurie                                      | Voiture                      | Pilotes               | Pilotes                | Pilotes              |
| GTP (11 voitures)     | GTP (11 voitures) | GTP (11 voitures)                           | GTP (11 voitures)            | GTP (11 voitures)     | GTP (11 voitures)      | GTP (11 voitures)    |
| --------------------- | ----------------- | ------------------------------------------- | ---------------------------- | --------------------- | ---------------------- | -------------------- |
| 01                    |                   | Cadillac Racing                             | Cadillac V-Series.R          | Sébastien Bourdais    | Renger van der Zande   |                      |
| 5                     |                   | Proton Competition                          | Porsche 963                  | Gianmaria Bruni       | Bent Viscaal           | Alessio Picariello   |
| 6                     |                   | Porsche Penske Motorsport                   | Porsche 963                  | Mathieu Jaminet       | Nick Tandy             |                      |
| 7                     |                   | Porsche Penske Motorsport                   | Porsche 963                  | Dane Cameron          | Felipe Nasr            |                      |
| 10                    |                   | Wayne Taylor Racing avec Andretti           | Acura ARX-06                 | Filipe Albuquerque    | Ricky Taylor           |                      |
| 24                    |                   | BMW M Team RLL                              | BMW M Hybrid V8              | Philipp Eng           | Jesse Krohn            |                      |
| 25                    |                   | BMW M Team RLL                              | BMW M Hybrid V8              | Connor De Phillippi   | Nick Yelloly           |                      |
| 31                    |                   | Whelen Cadillac Racing                      | Cadillac V-Series.R          | Jack Aitken           | Tom Blomqvist          | Pipo Derani          |
| 40                    |                   | Wayne Taylor Racing avec Andretti           | Acura ARX-06                 | Louis Delétraz        | Jordan Taylor          |                      |
| 63                    |                   | Lamborghini Iron Lynx                       | Lamborghini SC63             | Matteo Cairoli        | Andrea Caldarelli      | Romain Grosjean      |
| 85                    |                   | JDC-Miller MotorSports                      | Porsche 963                  | Phil Hanson           | Tijmen van der Helm    | Richard Westbrook    |
| LMP2 (10 voitures)    |                   |                                             |                              |                       |                        |                      |
| 2                     |                   | United Autosports États-Unis                | Oreca 07                     | Ben Hanley            | Ben Keating            | Nico Pino            |
| 8                     |                   | Tower Motorsports                           | Oreca 07                     | Michael Dinan (en)    | John Farano            | Charlie Eastwood     |
| 11                    |                   | TDS Racing                                  | Oreca 07                     | Mikkel Jensen         | Hunter McElrea (en)    | Steven Thomas        |
| 18                    |                   | Era Motorsport                              | Oreca 07                     | Ryan Dalziel          | Dwight Merriman        | Connor Zilisch (en)  |
| 20                    |                   | MDK par High Class Racing                   | Oreca 07                     | Dennis Andersen       | Scott Huffaker (en)    | Seth Lucas (en)      |
| 22                    |                   | United Autosports États-Unis                | Oreca 07                     | Paul di Resta         | Bijoy Garg (en)        | Dan Goldburg         |
| 52                    |                   | Inter Europol par PR1 Mathiasen Motorsports | Oreca 07                     | Nick Boulle           | Tom Dillmann           | Jakub Śmiechowski    |
| 74                    |                   | Riley                                       | Oreca 07                     | Josh Burdon (en)      | Felipe Fraga           | Gar Robinson         |
| 88                    |                   | Richard Mille AF Corse                      | Oreca 07                     | Nicklas Nielsen       | Luís Pérez Companc     | Dylan Murry          |
| 99                    |                   | AO Racing                                   | Oreca 07                     | Matthew Brabham       | Paul-Loup Chatin       | P. J. Hyett (en)     |
| GTD Pro (11 voitures) |                   |                                             |                              |                       |                        |                      |
| 1                     |                   | Paul Miller Racing                          | BMW M4 GT3                   | Bryan Sellers         | Madison Snow           | Neil Verhagen        |
| 3                     |                   | Corvette Racing by Pratt Miller Motorsports | Chevrolet Corvette Z06 GT3.R | Antonio García        | Alexander Sims         |                      |
| 4                     |                   | Corvette Racing by Pratt Miller Motorsports | Chevrolet Corvette Z06 GT3.R | Nicky Catsburg        | Tommy Milner           |                      |
| 9                     |                   | Pfaff Motorsports                           | McLaren 720S GT3             | Oliver Jarvis         | Marvin Kirchhöfer      |                      |
| 14                    |                   | Vasser Sullivan                             | Lexus RC F GT3               | Ben Barnicoat         | Jack Hawksworth        |                      |
| 19                    |                   | Iron Lynx                                   | Lamborghini Huracán GT3 EVO2 | Maximilian Paul       |                        |                      |
| 23                    |                   | Heart of Racing Team                        | Aston Martin Vantage AMR GT3 | Ross Gunn (en)        | Alex Riberas           |                      |
| 62                    |                   | Risi Competizione                           | Ferrari 296 GT3              | Davide Rigon          | Daniel Serra           |                      |
| 64                    |                   | Ford Multimatic Motorsports                 | Ford Mustang GT3             | Mike Rockenfeller     | Harry Tincknell        |                      |
| 65                    |                   | Ford Multimatic Motorsports                 | Ford Mustang GT3             | Joey Hand             | Dirk Müller            |                      |
| 77                    |                   | AO Racing                                   | Porsche 911 GT3 R            | Michael Christensen   | Laurin Heinrich (en)   |                      |
| GTD (22 voitures)     |                   |                                             |                              |                       |                        |                      |
| 12                    |                   | Vasser Sullivan                             | Lexus RC F GT3               | Frankie Montecalvo    | Aaron Telitz           | Parker Thompson (en) |
| 13                    |                   | AWA                                         | Chevrolet Corvette Z06 GT3.R | Matthew Bell          | Orey Fidani (en)       | Lars Kern            |
| 21                    |                   | AF Corse                                    | Ferrari 296 GT3              | François Hériau       | Simon Mann             | Miguel Molina        |
| 023                   |                   | Triarsi Competizione                        | Ferrari 296 GT3              | Alessio Rovera        | Charlie Scardina       | Onofrio Triarsi      |
| 27                    |                   | Heart of Racing Team                        | Aston Martin Vantage AMR GT3 | Roman De Angelis (en) | Ian James              | Zacharie Robichon    |
| 32                    |                   | Korthoff Preston Motorsports                | Mercedes-AMG GT3             | Mikaël Grenier        | Kenton Koch (en)       |                      |
| 34                    |                   | Conquest Racing                             | Ferrari 296 GT3              | Albert Costa          | Manny Franco           | Cédric Sbirrazzuoli  |
| 43                    |                   | Andretti Autosport                          | Porsche 911 GT3 R            | Jarett Andretti (en)  | Gabby Chaves           | Scott Hargrove       |
| 44                    |                   | Magnus Racing                               | Aston Martin Vantage AMR GT3 | Andy Lally            | John Potter            | Spencer Pumpelly     |
| 45                    |                   | WTR Andretti                                | Lamborghini Huracán GT3 EVO2 | Graham Doyle          | Danny Formal           | Kyle Marcelli (en)   |
| 47                    |                   | Cetilar Racing                              | Ferrari 296 GT3              | Antonio Fuoco         | Roberto Lacorte        | Giorgio Sernagiotto  |
| 55                    |                   | Proton Competition                          | Ford Mustang GT3             | Ben Barker            | Giammarco Levorato     | Corey Lewis          |
| 56                    |                   | DragonSpeed                                 | Ferrari 296 GT3              | Henrik Hedman         | Rasmus Lindh (en)      |                      |
| 57                    |                   | Winward Racing                              | Mercedes-AMG GT3             | Indy Dontje (en)      | Philip Ellis           | Russell Ward (en)    |
| 66                    |                   | Gradient Racing                             | Acura NSX GT3                | Tatiana Calderón      | Stevan McAleer (en)    | Sheena Monk          |
| 70                    |                   | Inception Racing                            | McLaren 720S GT3             | Brendan Iribe         | Ollie Millroy          | Frederik Schandorff  |
| 78                    |                   | Forte Racing (en)                           | Lamborghini Huracán GT3 EVO2 | Devlin DeFrancesco    | Misha Goikhberg        | Loris Spinelli (pl)  |
| 80                    |                   | Lone Star Racing                            | Mercedes-AMG GT3             | Rui Andrade           | Scott Andrews (de)     | Salih Yoluç          |
| 83                    |                   | Iron Dames                                  | Lamborghini Huracán GT3 EVO2 | Sarah Bovy            | Rahel Frey             | Michelle Gatting     |
| 86                    |                   | MDK Motorsports                             | Porsche 911 GT3 R            | Brendon Leitch        | Anders Fjordbach       | Kerong Li            |
| 96                    |                   | Turner Motorsport                           | BMW M4 GT3                   | Robby Foley           | Patrick Gallagher (en) | Jake Walker          |
| 120                   |                   | Wright Motorsport                           | Porsche 911 GT3 R            | Adam Adelson          | Jan Heylen             | Elliott Skeer        |

Championnat dans lequel la voiture est engagée :
- WeatherTech SportsCar Championship
- Michelin Endurance Cup

## Qualifications
| Pos. | Classe  | N°  | Écurie                                       | Pilote                 | Temps               | Écart               | Grille |
| ---- | ------- | --- | -------------------------------------------- | ---------------------- | ------------------- | ------------------- | ------ |
| 1    | GTP     | 01  | Cadillac Racing                              | Sébastien Bourdais     | 1:14.592            | —                   | 1      |
| 2    | GTP     | 40  | Wayne Taylor Racing avec Andretti            | Louis Delétraz         | 1:14.817            | +0.225              | 2      |
| 3    | GTP     | 6   | Porsche Penske Motorsport                    | Mathieu Jaminet        | 1:14.848            | +0.256              | 3      |
| 4    | GTP     | 31  | Whelen Cadillac Racing                       | Jack Aitken            | 1:14.936            | +0.344              | 4      |
| 5    | GTP     | 25  | BMW M Team RLL                               | Connor De Phillippi    | 1:14.996            | +0.404              | 5      |
| 6    | GTP     | 10  | Wayne Taylor Racing avec Andretti            | Ricky Taylor           | 1:15.008            | +0.416              | 6      |
| 7    | GTP     | 7   | Porsche Penske Motorsport                    | Felipe Nasr            | 1:15.083            | +0.491              | 7      |
| 8    | GTP     | 24  | BMW M Team RLL                               | Philipp Eng            | 1:15.120            | +0.528              | 8      |
| 9    | GTP     | 5   | Proton Competition Mustang Sampling          | Gianmaria Bruni        | 1:15.343            | +0.751              | 9      |
| 10   | GTP     | 63  | Lamborghini – Iron Lynx                      | Romain Grosjean        | 1:15.495            | +0.903              | 10     |
| 11   | GTP     | 85  | JDC-Miller MotorSports                       | Tijmen van der Helm    | 1:15.767            | +1.175              | 11     |
| 12   | LMP2    | 52  | Inter Europol par PR1 Mathiasen Motorsports  | Nick Boulle            | 1:17.618            | +3.026              | 12‡    |
| 13   | LMP2    | 11  | TDS Racing                                   | Steven Thomas          | 1:18.079            | +3.487              | 13     |
| 14   | LMP2    | 2   | United Autosports USA                        | Ben Keating            | 1:18.091            | +3.499              | 14     |
| 15   | LMP2    | 99  | AO Racing                                    | P. J. Hyett (en)       | 1:18.107            | +3.515              | 15     |
| 16   | LMP2    | 22  | United Autosports USA                        | Dan Goldburg           | 1:18.180            | +3.588              | 16     |
| 17   | LMP2    | 88  | Richard Mille AF Corse                       | Luis Pérez Companc     | 1:18.681            | +4.089              | 17     |
| 18   | LMP2    | 74  | Riley                                        | Gar Robinson           | 1:18.976            | +4.384              | 18     |
| 19   | LMP2    | 18  | Era Motorsport                               | Dwight Merriman        | 1:20.028            | +5.436              | 19     |
| 20   | LMP2    | 20  | MDK par High Class Racing                    | Dennis Andersen        | 1:20.315            | +5.723              | 20     |
| 21   | LMP2    | 8   | Tower Motorsports                            | John Farano            | 1:20.596            | +6.004              | 21     |
| 22   | GTD Pro | 77  | AO Racing                                    | Laurin Heinrich (en)   | 1:23.150            | +8.558              | 56     |
| 23   | GTD Pro | 4   | Corvette Racing par Pratt Miller Motorsports | Nicky Catsburg         | 1:23.209            | +8.617              | 22‡    |
| 24   | GTD Pro | 64  | Ford Multimatic Motorsports                  | Mike Rockenfeller      | 1:23.245            | +8.653              | 23     |
| 25   | GTD Pro | 1   | Paul Miller Racing                           | Neil Verhagen (en)     | 1:23.261            | +8.669              | 24     |
| 26   | GTD Pro | 3   | Corvette Racing par Pratt Miller Motorsports | Alexander Sims         | 1:23.298            | +8.706              | 25     |
| 27   | GTD Pro | 23  | Heart of Racing Team                         | Alex Riberas           | 1:23.344            | +8.752              | 26     |
| 28   | GTD Pro | 62  | Risi Competizione                            | Daniel Serra           | 1:23.399            | +8.807              | 27     |
| 29   | GTD Pro | 027 | Heart of Racing Team                         | Roman De Angelis (en)  | 1:23.506            | +8.914              | 28     |
| 30   | GTD     | 32  | Korthoff Preston Motorsports                 | Mikaël Grenier         | 1:23.537            | +8.945              | 29‡    |
| 31   | GTD     | 55  | Proton Competition                           | Giammarco Levorato     | 1:23.799            | +9.207              | 30     |
| 32   | GTD Pro | 75  | SunEnergy1 Racing                            | Chaz Mostert (en)      | 1:23.856            | +9.264              | 31     |
| 33   | GTD Pro | 19  | Iron Lynx                                    | Maximilian Paul (en)   | 1:23.886            | +9.294              | 32     |
| 34   | GTD Pro | 14  | Vasser Sullivan                              | Jack Hawksworth        | 1:23.909            | +9.317              | 33     |
| 35   | GTD Pro | 9   | Pfaff Motorsports                            | Marvin Kirchhöfer      | 1:23.923            | +9.331              | 34     |
| 36   | GTD     | 12  | Vasser Sullivan                              | Parker Thompson (en)   | 1:23.939            | +9.347              | 55     |
| 37   | GTD     | 96  | Turner Motorsport                            | Patrick Gallagher (en) | 1:23.948            | +9.356              | 35     |
| 38   | GTD Pro | 65  | Ford Multimatic Motorsports                  | Dirk Müller            | 1:23.984            | +9.392              | 36     |
| 39   | GTD     | 57  | Winward Racing                               | Russell Ward (en)      | 1:24.114            | +9.522              | 37     |
| 40   | GTD     | 78  | Forte Racing (en)                            | Devlin DeFrancesco     | 1:24.128            | +9.536              | 38     |
| 41   | GTD     | 45  | Wayne Taylor Racing avec Andretti            | Danny Formal           | 1:24.355            | +9.763              | 39     |
| 42   | GTD     | 34  | Conquest Racing                              | Manny Franco           | 1:24.386            | +9.794              | 40     |
| 43   | GTD     | 83  | Iron Dames                                   | Michelle Gatting       | 1:24.482            | +9.890              | 41     |
| 44   | GTD     | 66  | Gradient Racing                              | Sheena Monk            | 1:24.559            | +9.967              | 42     |
| 45   | GTD     | 90  | Kellymoss avec Riley                         | Jake Pedersen          | 1:24.595            | +10.003             | 43     |
| 46   | GTD     | 86  | MDK Motorsports                              | Kerong Li              | 1:24.660            | +10.068             | 44     |
| 47   | GTD     | 023 | Triarsi Competizione                         | Charlie Scardina       | 1:24.702            | +10.110             | 45     |
| 48   | GTD     | 21  | AF Corse                                     | François Heriau        | 1:24.788            | +10.196             | 46     |
| 49   | GTD     | 120 | Wright Motorsports                           | Adam Adelson           | 1:24.796            | +10.204             | 47     |
| 50   | GTD     | 70  | Inception Racing                             | Brendan Iribe          | 1:25.154            | +10.562             | 48     |
| 51   | GTD     | 47  | Cetilar Racing                               | Roberto Lacorte        | 1:25.184            | +10.592             | 49     |
| 52   | GTD     | 44  | Magnus Racing                                | John Potter            | 1:25.337            | +10.745             | 50     |
| 53   | GTD     | 43  | Andretti Autosport                           | Jarett Andretti (en)   | 1:25.427            | +10.835             | 51     |
| 54   | GTD     | 13  | AWA                                          | Orey Fidani (en)       | 1:25.722            | +11.130             | 52     |
| 55   | GTD     | 80  | Lone Star Racing                             | Salih Yoluç            | Pas de temps établi | Pas de temps établi | 53     |
| 56   | GTD     | 56  | DragonSpeed                                  | Rasmus Lindh           | Pas de temps établi | Pas de temps établi | 54     |

- La Porsche 911 GT3 R n°77 de l'écurie américaine AO Racing a été rétrogradée à l'arrière de la catégorie GTD après avoir échoué au contrôle technique post-qualification et perdu la pole position en GTD Pro[3]
- La Lexus RC F GT3 n°12 de l'écurie américaine Vasser Sullivan a été rétrogradée à l'arrière de la catégorie GTD après avoir échoué au contrôle technique post-qualification[3].
- La Mercedes-AMG GT3 Evo n°80 de l'écurie américaine Lone Star Racing a vu tous ses temps au tour supprimés après avoir travaillé sur la voiture pendant les qualifications.
- La Ferrari 296 GT3 n°56 de l'écurie américaine DragonSpeed a vu tous ses temps au tour supprimés après avoir travaillé sur la voiture pendant les qualifications.

## Classement de la course
Voici le classement officiel au terme de la course.
- Les vainqueurs de chaque catégorie sont signalés par un fond jauni.

| Pos     | Classe  | no  | Écurie                                       | Pilotes                                                | Châssis                                 | Tours | Temps                                         |
| Pos     | Classe  | no  | Écurie                                       | Pilotes                                                | Moteur                                  | Tours | Temps                                         |
| ------- | ------- | --- | -------------------------------------------- | ------------------------------------------------------ | --------------------------------------- | ----- | --------------------------------------------- |
| 1       | GTP     | 24  | BMW M Team RLL                               | Philipp Eng Jesse Krohn                                | BMW M Hybrid V8                         | 219   | 6 h 00 min 54 s 050                           |
| 1       | GTP     | 24  | BMW M Team RLL                               | Philipp Eng Jesse Krohn                                | BMW P66/3 4,0 L V8 Twin-Turbo           | 219   | 6 h 00 min 54 s 050                           |
| 2       | GTP     | 25  | BMW M Team RLL                               | Connor De Phillippi Nick Yelloly                       | BMW M Hybrid V8                         | 219   | + 1 s 647                                     |
| 2       | GTP     | 25  | BMW M Team RLL                               | Connor De Phillippi Nick Yelloly                       | BMW P66/3 4,0 L V8 Twin-Turbo           | 219   | + 1 s 647                                     |
| 3       | GTP     | 85  | JDC-Miller MotorSports                       | Phil Hanson Tijmen van der Helm Richard Westbrook      | Porsche 963                             | 219   | + 19 s 176                                    |
| 3       | GTP     | 85  | JDC-Miller MotorSports                       | Phil Hanson Tijmen van der Helm Richard Westbrook      | Porsche 9RD 4,6 L V8 Twin-Turbo         | 219   | + 19 s 176                                    |
| 4       | GTP     | 10  | Wayne Taylor Racing avec Andretti            | Filipe Albuquerque Ricky Taylor                        | Acura ARX-06                            | 219   | + 52 s 525                                    |
| 4       | GTP     | 10  | Wayne Taylor Racing avec Andretti            | Filipe Albuquerque Ricky Taylor                        | Acura AR24e 2,4 L V6 Twin-Turbo         | 219   | + 52 s 525                                    |
| 5       | GTP     | 5   | Proton Competition Mustang Sampling          | Gianmaria Bruni Alessio Picariello Bent Viscaal        | Porsche 963                             | 218   | + 1 Tour                                      |
| 5       | GTP     | 5   | Proton Competition Mustang Sampling          | Gianmaria Bruni Alessio Picariello Bent Viscaal        | Porsche 9RD 4,6 L V8 Twin-Turbo         | 218   | + 1 Tour                                      |
| 6       | GTP     | 01  | Cadillac Racing                              | Sébastien Bourdais Renger van der Zande                | Cadillac V-Series.R                     | 216   | + 3 Tours                                     |
| 6       | GTP     | 01  | Cadillac Racing                              | Sébastien Bourdais Renger van der Zande                | Cadillac LMC55R 5,5 L V8 Atmo           | 216   | + 3 Tours                                     |
| 7       | LMP2    | 11  | TDS Racing                                   | Mikkel Jensen Hunter McElrea (en) Steven Thomas        | Oreca 07                                | 215   | + 4 Tours                                     |
| 7       | LMP2    | 11  | TDS Racing                                   | Mikkel Jensen Hunter McElrea (en) Steven Thomas        | Gibson GK428 4,2 L V8 Atmo              | 215   | + 4 Tours                                     |
| 8       | LMP2    | 52  | Inter Europol par PR1 Mathiasen Motorsports  | Nick Boulle Tom Dillmann Jakub Śmiechowski             | Oreca 07                                | 215   | + 4 Tours                                     |
| 8       | LMP2    | 52  | Inter Europol par PR1 Mathiasen Motorsports  | Nick Boulle Tom Dillmann Jakub Śmiechowski             | Gibson GK428 4,2 L V8 Atmo              | 215   | + 4 Tours                                     |
| 9       | LMP2    | 18  | Era Motorsport                               | Ryan Dalziel Dwight Merriman Connor Zilisch (en)       | Oreca 07                                | 215   | + 4 Tours                                     |
| 9       | LMP2    | 18  | Era Motorsport                               | Ryan Dalziel Dwight Merriman Connor Zilisch (en)       | Gibson GK428 4,2 L V8 Atmo              | 215   | + 4 Tours                                     |
| 10      | LMP2    | 99  | AO Racing                                    | Matthew Brabham Paul-Loup Chatin P. J. Hyett (en)      | Oreca 07                                | 215   | + 4 Tours                                     |
| 10      | LMP2    | 99  | AO Racing                                    | Matthew Brabham Paul-Loup Chatin P. J. Hyett (en)      | Gibson GK428 4,2 L V8 Atmo              | 215   | + 4 Tours                                     |
| 11      | LMP2    | 74  | Riley                                        | Josh Burdon (en) Felipe Fraga Gar Robinson             | Oreca 07                                | 214   | + 5 Tours                                     |
| 11      | LMP2    | 74  | Riley                                        | Josh Burdon (en) Felipe Fraga Gar Robinson             | Gibson GK428 4,2 L V8 Atmo              | 214   | + 5 Tours                                     |
| 12      | LMP2    | 88  | Richard Mille AF Corse                       | Luis Pérez Companc Dylan Murry Nicklas Nielsen         | Oreca 07                                | 214   | + 5 Tours                                     |
| 12      | LMP2    | 88  | Richard Mille AF Corse                       | Luis Pérez Companc Dylan Murry Nicklas Nielsen         | Gibson GK428 4,2 L V8 Atmo              | 214   | + 5 Tours                                     |
| 13      | LMP2    | 22  | United Autosports États-Unis                 | Paul di Resta Bijoy Garg (en) Dan Goldburg             | Oreca 07                                | 214   | + 5 Tours                                     |
| 13      | LMP2    | 22  | United Autosports États-Unis                 | Paul di Resta Bijoy Garg (en) Dan Goldburg             | Gibson GK428 4,2 L V8 Atmo              | 214   | + 5 Tours                                     |
| 14      | LMP2    | 8   | Tower Motorsports                            | Michael Dinan (en) Charlie Eastwood John Farano        | Oreca 07                                | 213   | + 6 Tours                                     |
| 14      | LMP2    | 8   | Tower Motorsports                            | Michael Dinan (en) Charlie Eastwood John Farano        | Gibson GK428 4,2 L V8 Atmo              | 213   | + 6 Tours                                     |
| 15      | GTP     | 7   | Porsche Penske Motorsport                    | Dane Cameron Felipe Nasr                               | Porsche 963                             | 212   | + 7 Tours                                     |
| 15      | GTP     | 7   | Porsche Penske Motorsport                    | Dane Cameron Felipe Nasr                               | Porsche 9RD 4,6 L V8 Twin-Turbo         | 212   | + 7 Tours                                     |
| 16      | GTD Pro | 77  | AO Racing                                    | Michael Christensen Laurin Heinrich (en)               | Porsche 911 GT3 R                       | 208   | + 11 Tours                                    |
| 16      | GTD Pro | 77  | AO Racing                                    | Michael Christensen Laurin Heinrich (en)               | Porsche M97/80 4,2 L Flat Six Atmo      | 208   | + 11 Tours                                    |
| 17      | GTD Pro | 64  | Ford Multimatic Motorsports                  | Mike Rockenfeller Harry Tincknell                      | Ford Mustang GT3                        | 208   | + 11 Tours                                    |
| 17      | GTD Pro | 64  | Ford Multimatic Motorsports                  | Mike Rockenfeller Harry Tincknell                      | Ford Coyote 5,4 L V8 Atmo               | 208   | + 11 Tours                                    |
| 18      | GTD Pro | 3   | Corvette Racing par Pratt Miller Motorsports | Antonio García Alexander Sims                          | Corvette Z06 GT3.R                      | 208   | + 11 Tours                                    |
| 18      | GTD Pro | 3   | Corvette Racing par Pratt Miller Motorsports | Antonio García Alexander Sims                          | Chevrolet LT6 5,5 L V8 Atmo             | 208   | + 11 Tours                                    |
| 19      | GTD Pro | 14  | Vasser Sullivan                              | Ben Barnicoat Jack Hawksworth                          | Lexus RC F GT3                          | 208   | + 11 Tours                                    |
| 19      | GTD Pro | 14  | Vasser Sullivan                              | Ben Barnicoat Jack Hawksworth                          | Toyota 2UR-GSE 5,0 L V8 Atmo            | 208   | + 11 Tours                                    |
| 20      | GTD Pro | 23  | Heart of Racing Team                         | Ross Gunn (en) Alex Riberas                            | Aston Martin Vantage AMR GT3 Evo        | 208   | + 11 Tours                                    |
| 20      | GTD Pro | 23  | Heart of Racing Team                         | Ross Gunn (en) Alex Riberas                            | Aston Martin M177 4,0 L V8 Turbo        | 208   | + 11 Tours                                    |
| 21      | GTD     | 027 | Heart of Racing Team                         | Roman De Angelis (en) Mario Farnbacher                 | Aston Martin Vantage AMR GT3 Evo        | 208   | + 11 Tours                                    |
| 21      | GTD     | 027 | Heart of Racing Team                         | Roman De Angelis (en) Mario Farnbacher                 | Aston Martin M177 4,0 L V8 Turbo        | 208   | + 11 Tours                                    |
| 22      | GTD Pro | 75  | SunEnergy1 Racing                            | Kenny Habul Jordan Love (en) Chaz Mostert (en)         | Mercedes-AMG GT3 Evo                    | 208   | + 11 Tours                                    |
| 22      | GTD Pro | 75  | SunEnergy1 Racing                            | Kenny Habul Jordan Love (en) Chaz Mostert (en)         | Mercedes-Benz M159 6,2 L V8 Atmo        | 208   | + 11 Tours                                    |
| 23      | GTD Pro | 1   | Paul Miller Racing                           | Bryan Sellers Madison Snow Neil Verhagen (en)          | BMW M4 GT3                              | 208   | + 11 Tours                                    |
| 23      | GTD Pro | 1   | Paul Miller Racing                           | Bryan Sellers Madison Snow Neil Verhagen (en)          | BMW S58B30T0 3,0 L i6 M TwinPower Turbo | 208   | + 11 Tours                                    |
| 24      | GTD Pro | 62  | Risi Competizione                            | Davide Rigon Daniel Serra                              | Ferrari 296 GT3                         | 207   | + 12 Tours                                    |
| 24      | GTD Pro | 62  | Risi Competizione                            | Davide Rigon Daniel Serra                              | Ferrari F163 3,0 L V6 Turbo             | 207   | + 12 Tours                                    |
| 25      | GTD     | 120 | Wright Motorsports                           | Adam Adelson Jan Heylen Elliott Skeer                  | Porsche 911 GT3 R                       | 207   | + 12 Tours                                    |
| 25      | GTD     | 120 | Wright Motorsports                           | Adam Adelson Jan Heylen Elliott Skeer                  | Porsche M97/80 4,2 L Flat Six Atmo      | 207   | + 12 Tours                                    |
| 26      | GTD     | 96  | Turner Motorsport                            | Robby Foley Patrick Gallagher (en) Jake Walker (en)    | BMW M4 GT3                              | 207   | + 12 Tours                                    |
| 26      | GTD     | 96  | Turner Motorsport                            | Robby Foley Patrick Gallagher (en) Jake Walker (en)    | BMW S58B30T0 3,0 L i6 M TwinPower Turbo | 207   | + 12 Tours                                    |
| 27      | GTD Pro | 9   | Pfaff Motorsports                            | Oliver Jarvis Marvin Kirchhöfer                        | McLaren 720S GT3 Evo                    | 207   | + 12 Tours                                    |
| 27      | GTD Pro | 9   | Pfaff Motorsports                            | Oliver Jarvis Marvin Kirchhöfer                        | McLaren M840T 4,0 l V8 Twin-Turbo       | 207   | + 12 Tours                                    |
| 28      | GTD     | 32  | Korthoff Preston Motorsports                 | Mikaël Grenier Kenton Koch (en) Mike Skeen (en)        | Mercedes-AMG GT3 Evo                    | 207   | + 12 Tours                                    |
| 28      | GTD     | 32  | Korthoff Preston Motorsports                 | Mikaël Grenier Kenton Koch (en) Mike Skeen (en)        | Mercedes-Benz M159 6,2 L V8 Atmo        | 207   | + 12 Tours                                    |
| 29      | GTD     | 78  | Forte Racing (en)                            | Devlin DeFrancesco Misha Goikhberg Loris Spinelli (pl) | Lamborghini Huracán GT3 Evo 2           | 207   | + 12 Tours                                    |
| 29      | GTD     | 78  | Forte Racing (en)                            | Devlin DeFrancesco Misha Goikhberg Loris Spinelli (pl) | Lamborghini DGF 5,2 L V10 Atmo          | 207   | + 12 Tours                                    |
| 30      | GTD     | 57  | Winward Racing                               | Indy Dontje (en) Philip Ellis (en) Russell Ward (en)   | Mercedes-AMG GT3 Evo                    | 207   | + 12 Tours                                    |
| 30      | GTD     | 57  | Winward Racing                               | Indy Dontje (en) Philip Ellis (en) Russell Ward (en)   | Mercedes-Benz M159 6,2 L V8 Atmo        | 207   | + 12 Tours                                    |
| 31      | GTD     | 13  | AWA                                          | Matt Bell Orey Fidani (en) Lars Kern                   | Corvette Z06 GT3.R                      | 207   | + 12 Tours                                    |
| 31      | GTD     | 13  | AWA                                          | Matt Bell Orey Fidani (en) Lars Kern                   | Chevrolet LT6 5,5 L V8 Atmo             | 207   | + 12 Tours                                    |
| 32      | GTD     | 47  | Cetilar Racing                               | Antonio Fuoco Roberto Lacorte Giorgio Sernagiotto      | Ferrari 296 GT3                         | 207   | + 12 Tours                                    |
| 32      | GTD     | 47  | Cetilar Racing                               | Antonio Fuoco Roberto Lacorte Giorgio Sernagiotto      | Ferrari F163 3,0 L V6 Turbo             | 207   | + 12 Tours                                    |
| 33      | GTD     | 90  | Kellymoss avec Riley                         | Kay van Berlo Riley Dickinson Jake Pedersen            | Porsche 911 GT3 R                       | 207   | + 12 Tours                                    |
| 33      | GTD     | 90  | Kellymoss avec Riley                         | Kay van Berlo Riley Dickinson Jake Pedersen            | Porsche M97/80 4,2 L Flat Six Atmo      | 207   | + 12 Tours                                    |
| 34      | GTD     | 70  | Inception Racing                             | Brendan Iribe Ollie Millroy Frederik Schandorff        | Ferrari 296 GT3                         | 206   | + 13 Tours                                    |
| 34      | GTD     | 70  | Inception Racing                             | Brendan Iribe Ollie Millroy Frederik Schandorff        | Ferrari F163 3,0 L V6 Turbo             | 206   | + 13 Tours                                    |
| 35      | GTD     | 45  | Wayne Taylor Racing avec Andretti            | Graham Doyle Danny Formal Kyle Marcelli (en)           | Lamborghini Huracán GT3 Evo 2           | 206   | + 13 Tours                                    |
| 35      | GTD     | 45  | Wayne Taylor Racing avec Andretti            | Graham Doyle Danny Formal Kyle Marcelli (en)           | Lamborghini DGF 5,2 L V10 Atmo          | 206   | + 13 Tours                                    |
| 36      | GTD     | 44  | Magnus Racing                                | Andy Lally John Potter Spencer Pumpelly                | Aston Martin Vantage AMR GT3 Evo        | 206   | + 13 Tours                                    |
| 36      | GTD     | 44  | Magnus Racing                                | Andy Lally John Potter Spencer Pumpelly                | Aston Martin M177 4,0 L V8 Turbo        | 206   | + 13 Tours                                    |
| 37      | GTD     | 86  | MDK Motorsports                              | Anders Fjordbach Brendon Leitch (en) Kerong Li         | Porsche 911 GT3 R                       | 206   | + 13 Tours                                    |
| 37      | GTD     | 86  | MDK Motorsports                              | Anders Fjordbach Brendon Leitch (en) Kerong Li         | Porsche M97/80 4,2 L Flat Six Atmo      | 206   | + 13 Tours                                    |
| 38      | GTD     | 56  | DragonSpeed                                  | Henrik Hedman Rasmus Lindh (en) Toni Vilander          | Ferrari 296 GT3                         | 205   | + 14 Tours                                    |
| 38      | GTD     | 56  | DragonSpeed                                  | Henrik Hedman Rasmus Lindh (en) Toni Vilander          | Ferrari F163 3,0 L V6 Turbo             | 205   | + 14 Tours                                    |
| 39      | GTD     | 43  | Andretti Autosport                           | Jarett Andretti (en) Gabby Chaves Scott Hargrove       | Porsche 911 GT3 R                       | 205   | + 14 Tours                                    |
| 39      | GTD     | 43  | Andretti Autosport                           | Jarett Andretti (en) Gabby Chaves Scott Hargrove       | Porsche M97/80 4,2 L Flat Six Atmo      | 205   | + 14 Tours                                    |
| 40      | GTD Pro | 4   | Corvette Racing par Pratt Miller Motorsports | Nicky Catsburg Tommy Milner                            | Corvette Z06 GT3.R                      | 204   | + 15 Tours                                    |
| 40      | GTD Pro | 4   | Corvette Racing par Pratt Miller Motorsports | Nicky Catsburg Tommy Milner                            | Chevrolet LT6 5,5 L V8 Atmo             | 204   | + 15 Tours                                    |
| 41      | GTD     | 80  | Lone Star Racing                             | Rui Andrade Scott Andrews (de) Salih Yoluç             | Mercedes-AMG GT3 Evo                    | 203   | + 16 Tours                                    |
| 41      | GTD     | 80  | Lone Star Racing                             | Rui Andrade Scott Andrews (de) Salih Yoluç             | Mercedes-Benz M159 6,2 L V8 Atmo        | 203   | + 16 Tours                                    |
| 42      | GTD     | 66  | Gradient Racing                              | Tatiana Calderón Stevan McAleer (en) Sheena Monk (en)  | Acura NSX GT3 Evo22                     | 193   | + 26 Tours                                    |
| 42      | GTD     | 66  | Gradient Racing                              | Tatiana Calderón Stevan McAleer (en) Sheena Monk (en)  | Acura JNC1 3,5 L V6 Turbo               | 193   | + 26 Tours                                    |
| 43      | LMP2    | 2   | United Autosports États-Unis                 | Ben Hanley Ben Keating Nico Pino                       | Oreca 07                                | 188   | + 31 Tours                                    |
| 43      | LMP2    | 2   | United Autosports États-Unis                 | Ben Hanley Ben Keating Nico Pino                       | Gibson GK428 4,2 L V8 Atmo              | 188   | + 31 Tours                                    |
| 44      | GTD Pro | 65  | Ford Multimatic Motorsports                  | Joey Hand Dirk Müller                                  | Ford Mustang GT3                        | 164   | + 55 Tours                                    |
| 44      | GTD Pro | 65  | Ford Multimatic Motorsports                  | Joey Hand Dirk Müller                                  | Ford Coyote 5,4 L V8 Atmo               | 164   | + 55 Tours                                    |
| 45 Abd. | GTD     | 55  | Proton Competition                           | Ben Barker Giammarco Levorato Corey Lewis              | Ford Mustang GT3                        | 162   | Retired                                       |
| 45 Abd. | GTD     | 55  | Proton Competition                           | Ben Barker Giammarco Levorato Corey Lewis              | Ford Coyote 5,4 L V8 Atmo               | 162   | Retired                                       |
| 46 Abd. | GTD     | 83  | Iron Dames                                   | Sarah Bovy Rahel Frey Michelle Gatting                 | Lamborghini Huracán GT3 Evo 2           | 162   | Disque de freins endommagé                    |
| 46 Abd. | GTD     | 83  | Iron Dames                                   | Sarah Bovy Rahel Frey Michelle Gatting                 | Lamborghini DGF 5,2 L V10 Atmo          | 162   | Disque de freins endommagé                    |
| 47 Abd. | LMP2    | 20  | MDK par High Class Racing                    | Dennis Andersen Scott Huffaker (en) Seth Lucas (en)    | Oreca 07                                | 158   | Retired                                       |
| 47 Abd. | LMP2    | 20  | MDK par High Class Racing                    | Dennis Andersen Scott Huffaker (en) Seth Lucas (en)    | Gibson GK428 4,2 L V8 Atmo              | 158   | Retired                                       |
| 48 Abd. | GTD     | 34  | Conquest Racing                              | Albert Costa Manny Franco Cédric Sbirrazzuoli          | Ferrari 296 GT3                         | 156   | Contact avec un concurrent                    |
| 48 Abd. | GTD     | 34  | Conquest Racing                              | Albert Costa Manny Franco Cédric Sbirrazzuoli          | Ferrari F163 3,0 L V6 Turbo             | 156   | Contact avec un concurrent                    |
| 49 Abd. | GTP     | 63  | Lamborghini – Iron Lynx                      | Matteo Cairoli Andrea Caldarelli Romain Grosjean       | Lamborghini SC63                        | 152   | Suspension endommagée à la suite d'un contact |
| 49 Abd. | GTP     | 63  | Lamborghini – Iron Lynx                      | Matteo Cairoli Andrea Caldarelli Romain Grosjean       | Lamborghini 3,8 L V8 Twin-Turbo         | 152   | Suspension endommagée à la suite d'un contact |
| 50 Abd. | GTD     | 21  | AF Corse                                     | François Hériau Simon Mann Miguel Molina               | Ferrari 296 GT3                         | 103   | Retired                                       |
| 50 Abd. | GTD     | 21  | AF Corse                                     | François Hériau Simon Mann Miguel Molina               | Ferrari F163 3,0 L V6 Turbo             | 103   | Retired                                       |
| 51 Abd. | GTD     | 023 | Triarsi Competizione                         | Riccardo Agostini Charlie Scardina Onofrio Triarsi     | Ferrari 296 GT3                         | 82    | Retired                                       |
| 51 Abd. | GTD     | 023 | Triarsi Competizione                         | Riccardo Agostini Charlie Scardina Onofrio Triarsi     | Ferrari F163 3,0 L V6 Turbo             | 82    | Retired                                       |
| 52 Abd. | GTP     | 31  | Whelen Cadillac Racing                       | Jack Aitken Tom Blomqvist Pipo Derani                  | Cadillac V-Series.R                     | 66    | Fuite d'huile                                 |
| 52 Abd. | GTP     | 31  | Whelen Cadillac Racing                       | Jack Aitken Tom Blomqvist Pipo Derani                  | Cadillac LMC55R 5,5 L V8 Atmo           | 66    | Fuite d'huile                                 |
| 53      | GTP     | 6   | Porsche Penske Motorsport                    | Mathieu Jaminet Nick Tandy                             | Porsche 963                             | 219   | + 2 s 947                                     |
| 53      | GTP     | 6   | Porsche Penske Motorsport                    | Mathieu Jaminet Nick Tandy                             | Porsche 9RD 4,6 L V8 Twin-Turbo         | 219   | + 2 s 947                                     |
| 54      | GTP     | 40  | Wayne Taylor Racing avec Andretti            | Louis Delétraz Jordan Taylor                           | Acura ARX-06                            | 219   | + 42 s 434                                    |
| 54      | GTP     | 40  | Wayne Taylor Racing avec Andretti            | Louis Delétraz Jordan Taylor                           | Acura AR24e 2,4 L V6 Twin-Turbo         | 219   | + 42 s 434                                    |
| 55 Abd. | GTD     | 12  | Vasser Sullivan                              | Frankie Montecalvo Aaron Telitz Parker Thompson (en)   | Lexus RC F GT3                          | 27    | Retired                                       |
| 55 Abd. | GTD     | 12  | Vasser Sullivan                              | Frankie Montecalvo Aaron Telitz Parker Thompson (en)   | Toyota 2UR-GSE 5,0 L V8 Atmo            | 27    | Retired                                       |
| 56 Abd. | GTD Pro | 19  | Iron Lynx                                    | Luca Engstler (en) Maximilian Paul (en)                | Lamborghini Huracán GT3 Evo 2           | 2     | Retired                                       |
| 56 Abd. | GTD Pro | 19  | Iron Lynx                                    | Luca Engstler (en) Maximilian Paul (en)                | Lamborghini DGF 5,2 L V10 Atmo          | 2     | Retired                                       |

## Pole position et record du tour
- Pole position :
- Meilleur tour en course :

## À noter
- Longueur du circuit : 2,439 miles
- Distance parcourue par les vainqueurs :